# 巴季奧沃
48°21′43″N 22°23′24″E / 48.36194°N 22.39000°E

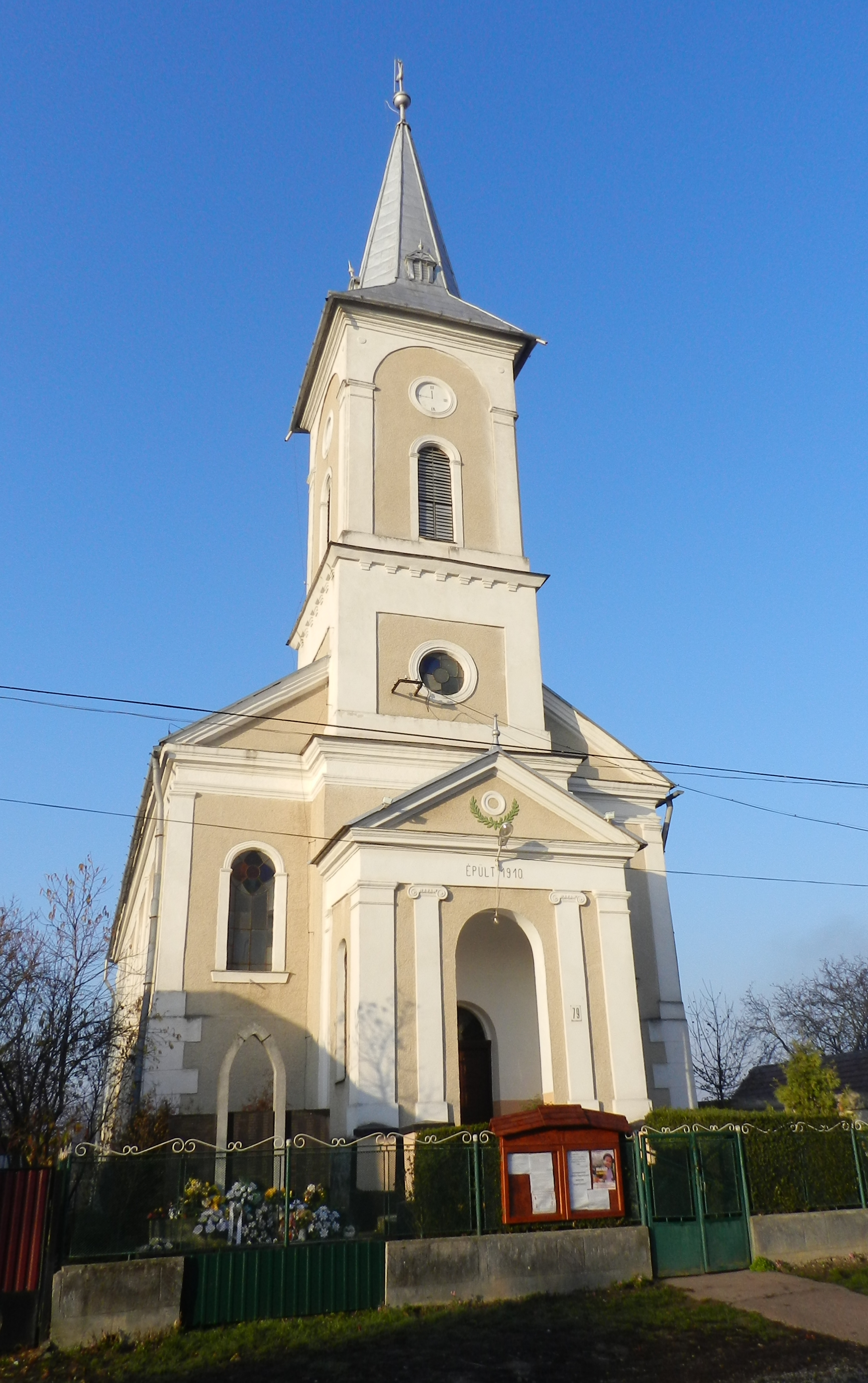
教堂

巴季奧沃（烏克蘭語：Батьово），1946年至1995年称为武兹洛韦（烏克蘭語：Вузлове），是烏克蘭西部外喀爾巴阡州貝雷霍韋區巴季奥沃市镇内的市級鎮及其行政中心。處於穆卡切沃西南面24公里，面積5平方公里，海拔高度105米，2022年人口2,914，人口密度每平方公里609人。